# Raman Sundrum
Raman Sundrum est un cosmologiste américain actuellement en poste à l'université Johns-Hopkins.Avec Lisa Randall il est l'auteur d'articles ayant créé une intense activité dans le domaine de la cosmologie branaire, inspirée de la théorie des cordes, qui se fonde sur l'idée que la faiblesse relative de la force gravitationnelle par rapport aux autres interactions pourrait être due à l'existence de dimensions supplémentaires.

## Publications notables
- Randall, Lisa; Sundrum, Raman, « A Large mass hierarchy from a small extra dimension. », archive d'e-Print arXiv.org, 1999 – Papier original du modèle communément appelé Randall-Sundrum I.
- Randall, Lisa; Sundrum, Raman, « An Alternative to compactification. », archive d'e-Print arXiv.org, 1999 – Papier original du modèle communément appelé Randall-Sundrum II.